# Клейтон (Каліфорнія)
Клейтон (англ. Clayton) — місто (англ. city) в США, в окрузі Контра-Коста штату Каліфорнія. Населення — 11 070 осіб (2020).

## Географія
Клейтон розташований за координатами 37°56′25″ пн. ш. 121°55′48″ зх. д. / 37.94028° пн. ш. 121.93000° зх. д. (37.940297, -121.930104).  За даними Бюро перепису населення США в 2010 році місто мало площу 9,94 км², уся площа — суходіл.

### Клімат
| Клімат : Клейтон                                        | Клімат : Клейтон | Клімат : Клейтон | Клімат : Клейтон | Клімат : Клейтон | Клімат : Клейтон | Клімат : Клейтон | Клімат : Клейтон | Клімат : Клейтон | Клімат : Клейтон | Клімат : Клейтон | Клімат : Клейтон | Клімат : Клейтон | Клімат : Клейтон |
| Показник                                                | Січ.             | Лют.             | Бер.             | Квіт.            | Трав.            | Черв.            | Лип.             | Серп.            | Вер.             | Жовт.            | Лист.            | Груд.            | Рік              |
| Абсолютний максимум, °C                                 | 23,9             | 26,7             | 29,4             | 35,0             | 36,7             | 40,0             | 41,1             | 42,2             | 46,1             | 36,7             | 28,3             | 25,0             | 44,4             |
| Середній максимум, °C                                   | 12,3             | 14,1             | 15,6             | 19,5             | 24,2             | 28,5             | 30,3             | 31,0             | 26,2             | 21,8             | 16,5             | 12,6             | 20,7             |
| Середній мінімум, °C                                    | 1,7              | 2,9              | 4,3              | 7,0              | 9,4              | 12,0             | 12,2             | 12,4             | 10,1             | 8,3              | 4,3              | 2,4              | 7,9              |
| Абсолютний мінімум, °C                                  | −9,4             | −5               | −3,3             | −2,2             | −0,6             | 3,3              | 4,4              | 5,0              | 2,8              | −0,6             | −4,4             | −8,3             | −9,4             |
| Норма опадів, мм                                        | 140              | 112              | 72               | 42               | 17               | 0                | 0                | 0                | 7                | 20               | 73               | 129              | 640              |
| Днів з опадами                                          | 13               | 12               | 9                | 6                | 4                | 0                | 0                | 0                | 2                | 3                | 8                | 12               | 69               |
| ------------------------------------------------------- | ---------------- | ---------------- | ---------------- | ---------------- | ---------------- | ---------------- | ---------------- | ---------------- | ---------------- | ---------------- | ---------------- | ---------------- | ---------------- |
| Джерело: Western Regional Climate Center (1991–present) |                  |                  |                  |                  |                  |                  |                  |                  |                  |                  |                  |                  |                  |

## Демографія
Згідно з переписом 2010 року, у місті мешкало 10 897 осіб у 4006 домогосподарствах у складі 3208 родин. Густота населення становила 1097 осіб/км².  Було 4086 помешкань (411/км²).
Расовий склад населення:
| - 85,1 % — білих - 6,6 % — азіатів - 1,3 % — чорних або афроамериканців - 0,3 % — корінних американців - 0,1 % — вихідців з тихоокеанських островів - 2,1 % — осіб інших рас |

До двох чи більше рас належало 4,4 %. Частка іспаномовних становила 9,0 % від усіх жителів.
За віковим діапазоном населення розподілялося таким чином: 24,4 % — особи молодші 18 років, 60,9 % — особи у віці 18—64 років, 14,7 % — особи у віці 65 років та старші. Медіана віку мешканця становила 45,0 року. На 100 осіб жіночої статі у місті припадало 93,4 чоловіків;  на 100 жінок у віці від 18 років та старших — 90,3 чоловіків також старших 18 років.
Середній дохід на одне домашнє господарство  становив 150 177 доларів США (медіана — 131 563), а середній дохід на одну сім'ю — 166 678 доларів (медіана — 141 250). Медіана доходів становила 103 750 доларів для чоловіків та 84 167 доларів для жінок. За межею бідності перебувало 4,0 % осіб, у тому числі 6,0 % дітей у віці до 18 років та 2,0 % осіб у віці 65 років та старших.
Цивільне працевлаштоване населення становило 5437 осіб. Основні галузі зайнятості: освіта, охорона здоров'я та соціальна допомога — 18,5 %, науковці, спеціалісти, менеджери — 16,9 %, фінанси, страхування та нерухомість — 14,3 %.